# Oligembia hubbardi
Oligembia hubbardi är en insektsart som först beskrevs av Hagen 1885.  Oligembia hubbardi ingår i släktet Oligembia och familjen Teratembiidae. Inga underarter finns listade i Catalogue of Life.